# Shogun zabójca
Shogun zabójca (ang. Shogun Assassin; w Polsce znany również jako Morderca shoguna oraz Kat Shoguna) – film przygodowy w reżyserii Roberta Houstona, którego premiera odbyła się 11 listopada 1980 roku.
Shogun zabójca stanowi kompilację dwóch filmów z serii Samotny wilk i szczenię – 12 minut pierwszej części filmu (Samotny wilk i szczenię: Miecz zemsty) oraz większość drugiej (Samotny wilk i szczenię II: Droga do piekła). Oba filmy powstały w 1972 roku jako adaptacja mangi Samotny wilk i szczenię (jap. 子連れ狼, Kozure ōkami) autorstwa Kazuo Koike i rysownika Gōsekiego Kojimy.
W Wielkiej Brytanii film trafił na listę tzw. video nasties, w wyniku czego przez wiele lat był zakazany bądź wyświetlany w wersji ocenzurowanej. Dopiero w 1999 roku trafił na rynek brytyjski w oryginalnej wersji.

## Opis fabuły
Film opowiada historię samuraja Ogamiego Ittō, którego żona została zamordowana przez shōguna. Po jej śmierci Otto postanawia wyruszyć w świat wraz ze swoim synem Daigarō, aby zemścić się na shōgunie i jego armii. Po drodze zarabia, pracując jako płatny morderca. Pewnego dnia starszyzna wioski zleca mu zabicie brata shōguna, który zagraża wiosce. Gdy shōgun dowiaduje się o tym, wysyła za Ogamim armię Mistrzów Śmierci.

## Obsada
- Tomisaburō Wakayama – Ogami Ittō
- Masahiro Tomikawa – Daigarō
- Kayo Matsuo – Ninja
- Akiji Kobayashi – Żołnierz Mistrzów Śmierci
- Shin Kishida – Żołnierz Mistrzów Śmierci
- Minoru Ōki – Żołnierz Mistrzów Śmierci

## Ścieżka dźwiękowa
Ścieżka dźwiękowa do filmu ukazała się w 1980 roku pod nazwą Shogun Assassin (Original Motion Picture Soundtrack). Skomponowana została przez Marka Lindsaya, Williama Michaela Lewisa i Roberta Houstona.

### Lista utworów
| Shogun Assassin (Original Motion Picture Soundtrack) | Shogun Assassin (Original Motion Picture Soundtrack) | Shogun Assassin (Original Motion Picture Soundtrack) | Shogun Assassin (Original Motion Picture Soundtrack) |
| Nr                                                   | Tytuł utworu                                         | Kompozytor                                           | Długość                                              |
| ---------------------------------------------------- | ---------------------------------------------------- | ---------------------------------------------------- | ---------------------------------------------------- |
| 1.                                                   | „The Legend Of Lone Wolf”                            | Mark Lindsay, W. Michael Lewis                       | 5:12                                                 |
| 2.                                                   | „Daigoro's Theme”                                    | Mark Lindsay, W. Michael Lewis                       | 3:08                                                 |
| 3.                                                   | „Assassin With Son”                                  | Mark Lindsay, W. Michael Lewis                       | 4:35                                                 |
| 4.                                                   | „The Ninja”                                          | Robert Houston                                       | 4:55                                                 |
| 5.                                                   | „Voyagers”                                           | Mark Lindsay, W. Michael Lewis                       | 3:15                                                 |
| 6.                                                   | „Crimson Sky”                                        | Mark Lindsay, W. Michael Lewis                       | 4:58                                                 |
| 7.                                                   | „Eyes Of A Demon”                                    | Mark Lindsay, W. Michael Lewis                       | 2:16                                                 |
| 8.                                                   | „Dune”                                               | Mark Lindsay, W. Michael Lewis                       | 3:47                                                 |
| 9.                                                   | „Lone Wolf's Theme”                                  | Mark Lindsay, W. Michael Lewis                       | 4:19                                                 |
|                                                      |                                                      |                                                      | 36:25                                                |

## Film w kulturze
Dialogi i muzyka z filmu zostały wykorzystane w solowym albumie amerykańskiego rapera GZA pod tytułem Liquid Swords, wyprodukowanym przez RZA. Pod koniec filmu Kill Bill 2, do którego RZA skomponował muzykę, główna bohaterka i jej córka oglądają film na dobranoc.